# Luca Elefterescu

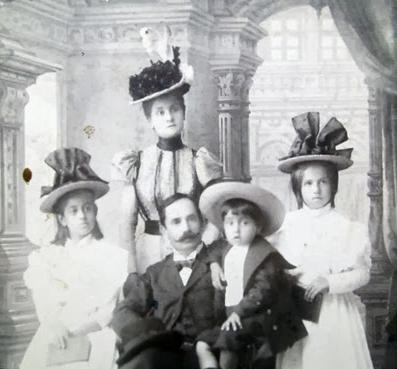
Familia Luca Elefterescu

Luca Elefterescu (n. 1853 București – d. octombrie 1925, București) a fost un magistrat, om politic, președintele conservatorilor prahoveni, prefect de Prahova și deputat (sfârșitul secolului al XIX-lea - începutul secolului al XX-lea).

## Biografie
A absolvit Facultatea de Drept din București în anul 1877. În 1878 a fost numit subprefect al plasei Constanța, din Dobrogea, care tocmai fusese atribuită Regatului României în schimbul celor trei județe sud-basarabene anexate de Rusia țaristă. Luca Elefterescu nu a activat mult în Dobrogea, stabilindu-se la Ploiești în 1883, unde a fost numit judecător în anul 1881 și, ulterior, prim-procuror al Tribunalului Prahova.
A fost membru marcant al Partidului Conservator, ocupând în anul 1907 funcția de șef al organizației județene Prahova. Luca Elefterescu a deținut funcția de prefect al județului Prahova în patru mandate, între anii 1893-1895, 1900-1901, 1904-1907 și 1910-1914, desfășurând o bogată activitate edilitară și economică. Astfel, în 1895 a pus piatra de temelie a noii clădiri a Liceului „Sfinții Petru și Pavel” din Ploiești (actualul Colegiu Național „Ion Luca Caragiale” din Ploiești). De asemenea, a reușit să-l convingă pe omul politic Gheorghe Grigore Cantacuzino (cel poreclit „Nababul”, pentru bogăția sa, dar renumit și pentru zgârcenia sa), să doneze lemn din pădurile sale pentru construirea a 50 de poduri pe drumurile din județul Prahova.
Luca Elefterescu s-a implicat și în afacerile cu petrol, intuind prosperitatea pe care urma să o aducă județului resursele petroliere. În decembrie 1901 a fost ales vicepreședinte al Asociației Exploatatorilor de Petrol din România. În 1906 figura printre fondatorii primei Societăți Române de Foraj, fiind ales membru al Consiliului de Administrație.
A fost unul dintre cei mai importanți petroliști din România ocupând funcția de vicepreședinte al Asociației exportatorilor de petrol din România. Biografii săi îl prezintă ca un cunoscut meloman, o persoană jovială și agreabilă, în casa lui având loc prima petrecere de revelion din orașul Ploiești, în decembrie 1903. A avut două fete și un băiat.
Printre alte realizări, Luca Elefterescu a construit, în ultimul deceniu al secolului al XIX-lea, în stil neogotic, clădirea care azi găzduiește Muzeul Ceasului din Ploiești.
Luca Elefterescu a fost și deputat de Prahova în ajunul Primului Război Mondial. Antantofil convins, fostul prefect a luat calea refugiului în Moldova în perioada 1916-1918, unde s-a îmbolnăvit, probabil din cauza condițiilor grele de viață. A încetat din viață în octombrie 1925, la București, la vârsta de 74 de ani. A avut două fiice și un fiu, pe Gheorghe (George) Elefterescu, care a urmat o carieră diplomatică.